# Facundo Nasif
Facundo David Nasif (Mar del Plata, Argentina, 10 de septiembre de 1987) es un futbolista argentino. Juega de centro delantero y su equipo actual es Potenza Picena de la Promozione.

## Biografía
Surgió de las divisiones inferiores de Aldosivi.

## Clubes
| Club                     | País      | Año       |
| ------------------------ | --------- | --------- |
| Aldosivi                 | Argentina | 2008-2014 |
| San Jorge                | Argentina | 2014      |
| Sportivo Belgrano        | Argentina | 2015      |
| Técnico Universitario    | Ecuador   | 2015      |
| Los Andes                | Argentina | 2016      |
| Comunicaciones           | Argentina | 2016      |
| Manta                    | Ecuador   | 2017      |
| KS Luftëtari Gjirokastër | Albania   | 2017      |
| Almirante Brown          | Argentina | 2018      |
| Colegiales               | Argentina | 2018-2020 |
| Círculo Deportivo        | Argentina | 2020      |
| Torrenovese              | Italia    | 2021      |
| Virtus Matino            | Italia    | 2021      |
| Valdichienti Ponte       | Italia    | 2022      |
| Virtus Matino            | Italia    | 2022      |
| Civitanovese Calcio      | Italia    | 2022      |
| Porto Sant'Elpidio       | Italia    | 2022-2023 |
| Potenza Picena           | Italia    | 2023-Act. |